# Amirtej
Amirtej (ili Amenirdisu) iz Saisa je bio egipatski kralj, osnivač i jedini vladar XXVIII. dinastije Egipta. Vjeruje se da je bio u dalekom srodstvu s XXVI. dinastijom. Najpoznatiji je po tome što je 404. pr. Kr. podigao uspješni ustanak kojim iz Egipta po prvi put istjerani Perzijanci. Godine 399. pr. Kr. u bitci ga je porazio egipatski vojskovođa Neferit I. od Mendesa i dao ga pogubiti.
Vjeruje se kako je Amirtej unuk istoimenog egipatskog vojskovođe Amirteja I. od Saisa, koji je za vrijeme grčko-perzijskih ratova sredinom 5. stoljeća pr. Kr. zajedno s princom Inarom uz pomoć Atenjana bezuspješno pokušao protjerati vladajuće Perzijance.

## Vanjske poveznice
- Amirtej (Amyrtaeus), Livius.org, Jona Lendering  Arhivirana inačica izvorne stranice od 18. travnja 2009. (Wayback Machine)
- Amirtej (enciklopedija Britannica)
- Amirtej (Aldokkan.com)